# Perinon

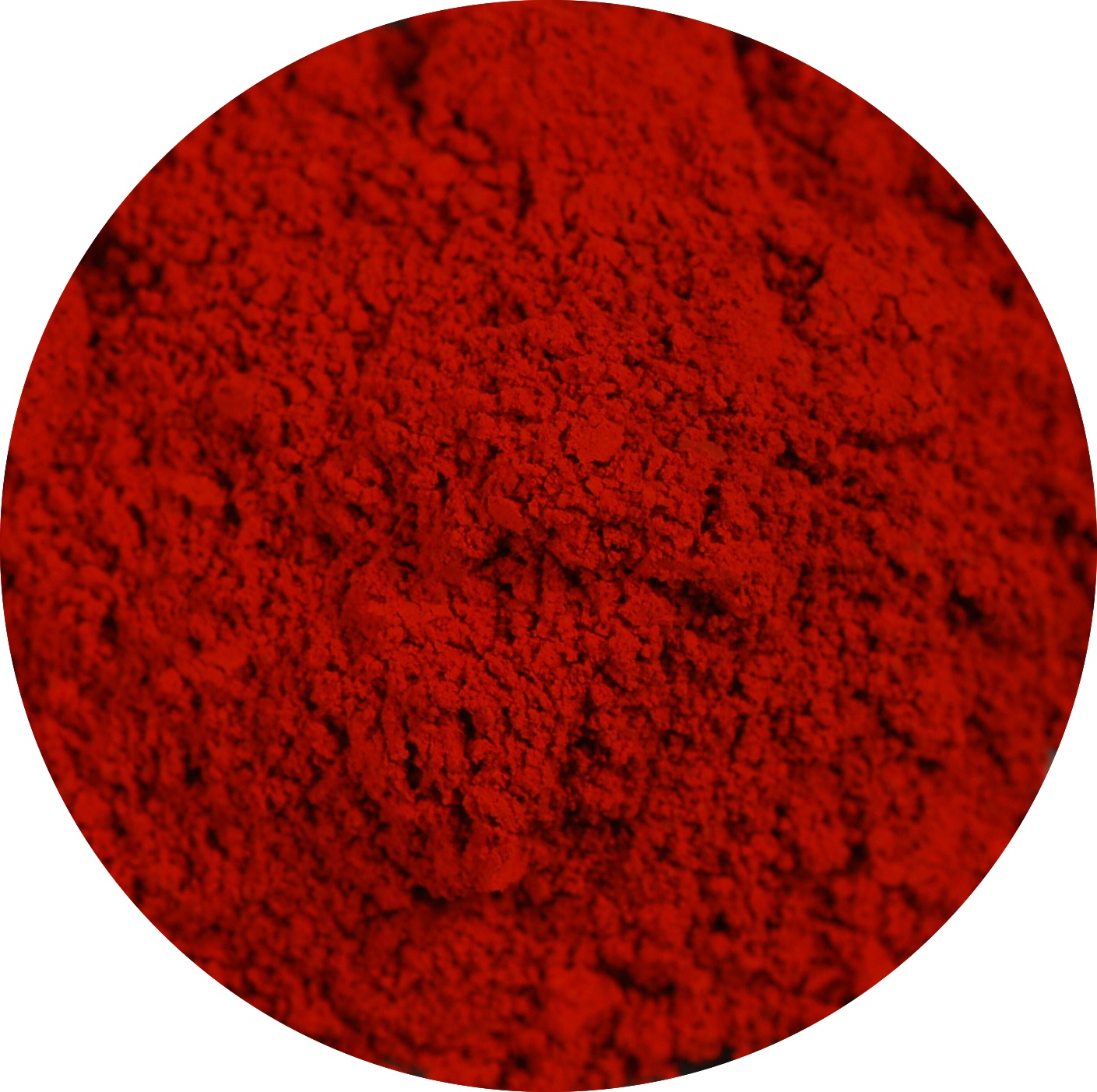
trans-Perinon (Pigment Orange 43)

Perinon ist ein organisches Molekül, das in der Entwicklung optoelektronischer Anwendungen sowie industriell als Farbmittel eingesetzt wird.
Perinon wird durch Kondensationsreaktion von  Naphthalintetracarbonsäuredianhydrid (NTCDA) mit o-Phenylendiamin hergestellt. Die Isomere des Perinons haben unterschiedliche Farben, wobei Pigment Orange 43 die trans-Form und Pigment Red 194 die cis-Form darstellt.

## Verwendung
Als organischer Halbleiter wird Perinon z. B. in Form eines Derivats in der Entwicklung organischer Leuchtdioden (OLEDs) verwendet, bei denen es sich als Elektronentransport- und Emitterschicht eignet.
Als Pigment wird Perinon v. a. im Industrielack- und Druckfarbenbereich eingesetzt.